# Аль-Ахдаб
Аль-Ахдаб (англ. Al Ahdab) — нефтяное месторождение в Ираке (Нефтегазоносный бассейн Персидского залива). Расположено в центре Ирака, в мухафазе Васит, в 180 км юго-восточнее Багдада. Открыто в 1979 году.
Начальные запасы нефти оцениваются в 723 млн тонн. Плотность нефти составляет 0,9120-0,9220 г/см³ или 23° API.

## История разработки
Первоначальный контракт на разработку этого месторождения был подписан в 1997 году правительством Саддама Хусейна с одной стороны, и Китайской национальной нефтегазовой корпорацией (CNPC, China National Petroleum Corporation), с другой. Стоимость этого контракта оценивалась в 1,2 млрд долларов США. По его условиям, филиал китайской корпорации получал право на разработку месторождения на основе компенсации продукцией в течение 23 лет. Это соглашение было подписано с нарушением режима санкций Совета Безопасности ООН, которые ограничивали прямые иностранные контракты с иракской нефтедобывающей промышленностью. Предполагалось, что оно вступит в силу после отмены санкций, но в связи с введением в Ирак американских войск в 2003 г контракт был заморожен.
Информация о возобновлении переговоров по разработке нефтяных месторождений Ирака с участием КНР появилась в 2006 году. В октябре 2006 года в ходе визита в КНР министр нефти Ирака Хусейн Аль-Шахристани констатировал, что его страна приветствовала бы участие китайских компаний в реновации нефтяной отрасли Ирака. Параллельно он заявил, что по всем контрактам, которые были заключены при режиме Хусейна должны быть снова проведены переговоры, а сами соглашения должны быть повторно подписаны. Необходимость такого шага была вызвана разработкой в Ираке нового законодательства в нефтегазовой сфере, вступающего в силу в конце 2006 года. На основе этого иракское правительство в январе 2007 года возобновило переговоры с Китайской национальной нефтегазовой корпорацией касательно месторождения Аль-Ахдаб. Китайская доля в этом месторождении оценивалась в 50%, а подтверждённые запасы нефти в 1,26 млрд баррелей. Переговоры завершились подписанием нового договора в августе 2008 года, стоимость его составила 2,9 млрд. долларов США. Свои подписи под текстом документа поставили министр нефти Ирака Хусейн Аль-Шахристани и президент Китайской национальной нефтегазовой корпорации Цзян Цземинь. 2 сентября 2008 года это соглашение было одобрено кабинетом министров Ирака. По условиям сделки, Китайская национальная нефтегазовая корпорация получила месторождение в разработку на 20 лет, а объём добычи нефти через 3 года после начала разработки должен выйти на уровень 125 тысяч баррелей в день. При этом CNPC обязуется выплачивать Ираку по 6 долларов США за каждый добытый баррель нефти, с понижением этой суммы в дальнейшем до 3 долларов за баррель. Работы на этом месторождении ведутся CNPC в сотрудничестве с иракскими государственными компаниями SOMO и SOС. В 2011 году началась эксплуатация нефтепровода протяжённостью 400 километров от месторождения Аль-Ахдаб к порту Басра, до резервуарного парка Тоба.
1. ↑  Нефть России : новости : Китайская национальная нефтегазовая корпорация приступила к разработке нефтяного месторождения Аль-Ахдаб в Ираке. www.oilru.com. Дата обращения: 30 ноября 2015. Архивировано 8 декабря 2015 года.
2. ↑  Китай вернется в Ирак за нефтью. Известия. Дата обращения: 30 ноября 2015. Архивировано 8 декабря 2015 года.
3. ↑  Возобновлены переговоры с Китаем по поводу освоения нефтяного месторождения Аль-Ахдаб (Ирак). www.mineral.ru. Дата обращения: 30 ноября 2015. Архивировано 8 декабря 2015 года.
4. ↑  Китайцы идут в Ирак - IslamNews. Ислам и мусульмане в России и в мире. Дата обращения: 30 ноября 2015. Архивировано 4 марта 2016 года.
5. ↑  Правительство Ирака одобрило соглашение с китайской CNPC по разработке нефтяного месторождения аль-Ахдаб. РБК. Дата обращения: 30 ноября 2015. Архивировано 8 декабря 2015 года.
6. ↑  Китайская CNPC заключила соглашение с Ираком на $3 миллиарда. vesti.ru. Дата обращения: 30 ноября 2015. Архивировано 8 декабря 2015 года.
7. ↑  Дмитрий Козлов. BP создаст альянс с CNPC // Коммерсантъ. Архивировано 8 декабря 2015 года.
8. ↑  Послевоенные показатели (рус.) // Трубопроводный транспорт нефти : журнал. — 2011. — № 9. — С. 64. — ISSN 0869-8740.